# Torrendiella setulata
Torrendiella setulata är en svampart som först beskrevs av Dearn. & House, och fick sitt nu gällande namn av R. Galán & J.T. Palmer 1993. Torrendiella setulata ingår i släktet Torrendiella och familjen Sclerotiniaceae.   Inga underarter finns listade i Catalogue of Life.